# Gboguhé
Gboguhé est une localité de l'ouest de la Côte d'Ivoire, et appartenant au département de Daloa, dans la région du Haut-Sassandra. La localité de Gboguhé est un chef-lieu de commune.